# Minnie Pwerle
Minnie Pwerle (* 1920, Utopia, 200 km nordöstlich von Alice Springs; † 18. März 2006) war eine australische Malerin der Aborigines vom Volksstamm der Anmatyerre und Alyawarre.

## Leben
Sie war eines von acht und Mutter von sieben Kindern, für die sie sorgte und denen sie die Traditionen der Aborigines beibrachte. Eine ihrer Töchter, Barbara Weir, wurde auch Künstlerin.

## Werk
Seit den 1980er Jahren arbeitete sie mit Batiken und wechselte im Alter von fast 80 Jahren im Jahre 1999 zur Malerei auf Leinwand mit Acryl-Farben. Sie malte mit traditionellen Mustern die Traumzeitgeschichten ihres Volkes, den sogenannten Awelye Atnwengerrp Dreamings (Frauenzeremonien); weitere Themen waren Buschmelone und Buschorange. Eine ihrer Arbeiten erhielt den National Aboriginal and Torres Strait Islander Art Award im Jahre 2001. Damit wurde ihre besondere Art zu malen anerkannt.
Ihre Bilder sind in zahlreichen Museen und Ausstellungen in Australien gezeigt worden. Sammlungen von ihr gibt es in der Art Gallery of New South Wales, Art Gallery of South Australia, National Gallery of Victoria und in der Queensland Art Gallery.